# Nationalliga A (Handball) 1950/51
Die Spielzeit 1950/51 war die 2. reguläre Spielzeit der Schweizer Nationalliga A im Handball der Männer. Der Schweizer Meister wurde im Turniermodus in St. Gallen ermittelt.

## Modus
Die Teams qualifizierten sich über regionale Meisterschaften für die Schweizer Meisterschaft.
Gespielt wurde von den 5 Teams eine Runde zu je 4 Spielen im Turniermodus. Der Sieger war Schweizer Hallenhandball-Meister.

## Rangliste
| Pl.                                      |  | Verein                      | Sp. | S | U | N | Tore    | Diff. | Punkte |
| ---------------------------------------- |  | --------------------------- | --- | - | - | - | ------- | ----- | ------ |
| 1.                                       |  | Grasshopper Club Zürich (M) | 4   | 4 | 0 | 0 | 041:200 | +21   | 08:00  |
| 2.                                       |  | STV Rorschach               | 4   | 2 | 1 | 1 | 029:190 | +10   | 05:30  |
| 3.                                       |  | TV Kaufleute Basel          | 4   | 1 | 2 | 1 | 024:210 | +3    | 04:40  |
| 4.                                       |  | TV Länggasse Bern           | 4   | 1 | 1 | 2 | 024:300 | −6    | 03:50  |
| 5.                                       |  | STV Baden                   | 4   | 0 | 0 | 4 | 014:430 | −29   | 00:80  |
| Quelle: Die Tat, Stand: 20. Februar 1950 |  |                             |     |   |   |   |         |       |        |

| Zum Saisonende 1950/51: |                                 |
|                         | Meister                         |
|                         | Saison beendet                  |
|                         |                                 |
| Zum Saisonende 1949/50: |                                 |
| (M)                     | Schweizer Meister: Grasshoppers |

### Spiele
Spielplan:
| Samstag, 24. Februar 1951 20:00 Uhr | STV Baden | 2:12 | STV Rorschach | OLMA-Halle, St. Gallen Zuschauer: 800 |
| Samstag, 24. Februar 1951 20:00 Uhr | (0:6)     |      |               | OLMA-Halle, St. Gallen Zuschauer: 800 |
| Samstag, 24. Februar 1951 20:00 Uhr | [ 3 ]     |      |               | OLMA-Halle, St. Gallen Zuschauer: 800 |

| Samstag, 24. Februar 1951 20:45 Uhr | Grasshopper Club Zürich                                                      | 7:4   | TV Kaufleute Basel                              | OLMA-Halle, St. Gallen Zuschauer: 800 |
| Samstag, 24. Februar 1951 20:45 Uhr | meiste Tore: Hofer (3) Torfolge: Güdel Bertschinger Hofer Bertschinger Hofer | (4:2) | meiste Tore: Kuhn (2) Torfolge: Fremo Kuhn Gass | OLMA-Halle, St. Gallen Zuschauer: 800 |
| Samstag, 24. Februar 1951 20:45 Uhr | [ 3 ]                                                                        |       |                                                 | OLMA-Halle, St. Gallen Zuschauer: 800 |

| Samstag, 24. Februar 1951 21:30 Uhr | TV Länggasse Bern | 8:5 | STV Baden | OLMA-Halle, St. Gallen Zuschauer: 800 |
| Samstag, 24. Februar 1951 21:30 Uhr | (2:2)             |     |           | OLMA-Halle, St. Gallen Zuschauer: 800 |
| Samstag, 24. Februar 1951 21:30 Uhr | [ 3 ]             |     |           | OLMA-Halle, St. Gallen Zuschauer: 800 |

| Samstag, 24. Februar 1951 22:15 Uhr | STV Rorschach | 4:4 | TV Kaufleute Basel | OLMA-Halle, St. Gallen Zuschauer: 800 |
| Samstag, 24. Februar 1951 22:15 Uhr | (1:4)         |     |                    | OLMA-Halle, St. Gallen Zuschauer: 800 |
| Samstag, 24. Februar 1951 22:15 Uhr | [ 3 ]         |     |                    | OLMA-Halle, St. Gallen Zuschauer: 800 |

| Sonntag, 25. Februar 1951 10:15 Uhr | Grasshopper Club Zürich | 12:7  | TV Länggasse Bern                                                          | OLMA-Halle, St. Gallen |
| Sonntag, 25. Februar 1951 10:15 Uhr | meiste Tore: Strohmeier (4) Torfolge: Bolli, Bertschinger (je 2) und Spiess & Strohmeier HoferStrohmeier (3), Bertschinger | (7:2) | meiste Tore: Schneider (3) Torfolge: Schneider Jendly Schneider (2), Giger | OLMA-Halle, St. Gallen |
| Sonntag, 25. Februar 1951 10:15 Uhr | [ 3 ] |       |                                                                            | OLMA-Halle, St. Gallen |

| Sonntag, 25. Februar 1951 11:00 Uhr | TV Kaufleute Basel | 10:4 | STV Baden | OLMA-Halle, St. Gallen |
| Sonntag, 25. Februar 1951 11:00 Uhr | (5:2)              |      |           | OLMA-Halle, St. Gallen |
| Sonntag, 25. Februar 1951 11:00 Uhr | [ 3 ]              |      |           | OLMA-Halle, St. Gallen |

| Sonntag, 25. Februar 1951 14:00 Uhr | STV Rorschach | 7:4 | TV Länggasse Bern | OLMA-Halle, St. Gallen |
| Sonntag, 25. Februar 1951 14:00 Uhr | (3:3)         |     |                   | OLMA-Halle, St. Gallen |
| Sonntag, 25. Februar 1951 14:00 Uhr | [ 3 ]         |     |                   | OLMA-Halle, St. Gallen |

| Sonntag, 25. Februar 1951 14:45 Uhr | Grasshopper Club Zürich | 13:3  | STV Baden                          | OLMA-Halle, St. Gallen |
| Sonntag, 25. Februar 1951 14:45 Uhr | meiste Tore: Bertschinger (4) Torfolge: Bolli Bolli Bertschinger Hofer Strohmeier Kaiser Bertschinger Strohmeier Hofer Arnet Hofer Bertschinger | (6:1) | meiste Tore: Unbekannt Torfolge: ? | OLMA-Halle, St. Gallen |
| Sonntag, 25. Februar 1951 14:45 Uhr | [ 3 ] |       |                                    | OLMA-Halle, St. Gallen |

| Sonntag, 25. Februar 1951 15:30 Uhr | TV Länggasse Bern | 6:6 | TV Kaufleute Basel | OLMA-Halle, St. Gallen |
| Sonntag, 25. Februar 1951 15:30 Uhr | (3:3)             |     |                    | OLMA-Halle, St. Gallen |
| Sonntag, 25. Februar 1951 15:30 Uhr | [ 1 ]             |     |                    | OLMA-Halle, St. Gallen |

| Sonntag, 25. Februar 1951 16:15 Uhr | Grasshopper Club Zürich                                                             | 9:6   | STV Rorschach                                                          | OLMA-Halle, St. Gallen |
| Sonntag, 25. Februar 1951 16:15 Uhr | meiste Tore: Hofer (4) Torfolge: Hofer Kaiser Spiess Hofer Bertschinger Hofer Güdel | (5:3) | meiste Tore: Straub (4) Torfolge: Straub Straub (Penalty) Stürm Keller | OLMA-Halle, St. Gallen |
| Sonntag, 25. Februar 1951 16:15 Uhr | [ 1 ]                                                                               |       |                                                                        | OLMA-Halle, St. Gallen |

## Schweizer Meister
2. Schweizer Meistertitel für die Grasshoppers
| Schweizer Meister Grasshopper Club Zürich | Torhüter: Wagner Feldspieler: Edmond Güdel, Otto Schwarz, Walter Strohmeier, Hansjakob Bertschinger, Jakob Bolli, Walter Hofer, Kaiser, Hans Spiess, Arnet |